# Chris Dobson
Christopher Martin Dobson (8 octobre 1949 - 8 septembre 2019) est un chimiste britannique, qui est professeur John Humphrey Plummer de biologie chimique et structurale au département de chimie de l'université de Cambridge et maître du St John's College de Cambridge. 

## Jeunesse et éducation
Dobson est né le 8 octobre 1949 à Rinteln, en Allemagne, où son père, Arthur Dobson, est nommé officier. La mère d'Arthur Dobson et de Christopher Dobson, Mabel Dobson (née Pollard), est originaire de Bradford dans le Yorkshire et a quitté l'école à 14 ans. Dobson a deux frères et sœurs plus âgés, Graham et Gillian. En raison des affectations de son père, Dobson vit également à Lagos, au Nigeria.
Christopher Dobson fait ses études à la Hereford Cathedral Junior School, puis à l'Abingdon School de 1960 à 1967,. Il obtient une maîtrise ès arts et un doctorat en philosophie à l'université d'Oxford, où il étudie au Keble College, à Oxford et au Merton College, à Oxford.

## Recherche et carrière
Les recherches de Dobson se concentrent largement sur le repliement et le mauvais repliement des protéines, et son association avec des troubles médicaux, en particulier la maladie d'Alzheimer et la maladie de Parkinson. En appliquant des techniques chimiques et biophysiques, Dobson étudie les liens entre la structure, la fonction et la maladie des protéines.
Il est bien connu pour sa découverte fortuite que les protéines ordinaires peuvent mal se replier et s'agréger pour former des structures amyloïdes.
Dobson est l'auteur et le co-auteur de plus de 800 articles et articles de synthèse dont 38 dans Nature, Science et Cell, qui sont cités plus de 100 000 fois.
Dobson occupe des bourses de recherche au Merton College d'Oxford, puis au Linacre College d'Oxford avant de travailler à l'université Harvard. Il retourne à Oxford en 1980 en tant que Fellow de Lady Margaret Hall, Oxford et en tant que maître de conférences universitaire en chimie, recevant plus tard des promotions au poste de lecteur, puis professeur de chimie en 1996.
Dobson part à l'université de Cambridge en 2001 en tant que professeur John Humphrey Plummer de biologie chimique et structurale. En 2007, il devient le maître du St John's College de Cambridge, poste qu'il occupe jusqu'à sa mort en septembre 2019,.
En 2012, Dobson fonde le Cambridge Center for Misfolding Diseases, qui est actuellement basé dans le bâtiment Chemistry of Health du département de chimie de l'université de Cambridge,.
En 2016, Chris Dobson cofonde Wren Therapeutics, une start-up de biotechnologie dont la mission est de trouver de nouvelles thérapies pour la maladie d'Alzheimer,.

## Vie privée
Dobson rencontre sa femme, le Dr Mary Dobson (née Schove) au Merton College de l'université d'Oxford. Ils ont deux fils, Richard et William,.
Il meurt le 8 septembre 2019, d'un cancer, au Royal Marsden Hospital de Sutton, dans le Surrey.